# Chennevières-lès-Louvres
Chennevières-lès-Louvres è un comune francese di 294 abitanti situato nel dipartimento della Val-d'Oise nella regione dell'Île-de-France.

## Storia

### Simboli
Lo stemma è stato adottato dal comune il 21 dicembre 2007. 
Chennevières prende il nome dalla coltivazione della canapa (in francese chanvre). I gigli ricordano l'appartenenza di questo comune al Pays de France, la regione naturale situata nella regione amministrativa dell'Île-de-France a nord di Parigi. Il leone ricorda lo stemma di Eliza D'Usson de Bonnac, figlioccia di Luigi XVI, moglie di Alexandre de Saint Souplet, discendente degli antichi proprietari, che divenne sindaco di Chennevières nel dicembre 1807.

## Società

### Evoluzione demografica
Abitanti censiti